# Tatjana Pavlovna Ehrenfest
Tatjana Pavlovna Ehrenfest, da sposata van Aardenne-Ehrenfest (Vienna, 28 ottobre 1905 – Dordrecht, 29 novembre 1984), è stata una matematica olandese, figlia di Paul Ehrenfest (1880-1933) e Tatjana Alexeyevna Afanasjeva (1876–1964).

## Biografia
Tatjana Ehrenfest nasce a Vienna e vive la sua infanzia a San Pietroburgo. Nel 1912 la famiglia Ehrenfest si sposta a Leida dove il padre è stato chiamato per occupare la cattedra dell'università di questa città lasciata vacante da Hendrik Lorentz. Fino al 1917 viene istruita in casa e successivamente frequenta il liceo classico di Leida dove si diploma nel 1922.
Studia poi matematica e fisica all'Università di Leida e nel 1928 si trasferisce per un periodo all'Università di Gottinga dove segue i corsi di Harald Bohr e Max Born. L'8 dicembre del 1931 porta a termine  il suo dottorato di ricerca a Leida .
Conosciuta col nome da sposata, Tanja van Aardenne-Ehrenfest, è nota per i suoi contributi alla teoria di Johannes Van der Corput sul teorema della discrepanza  e al teorema BEST inerente al cammino euleriano sopra un grafo.

## Necrologio
- Nicolaas Govert de Bruijn: In memoriam T. van Aardenne-Ehrenfest, 1905-1984. Nieuw Archief voor Wiskunde (4), Vol.3, (1985) 235-236. Disponibile anche in formato PDF

## Principali pubblicazioni
- Proof of the Impossibility of a Just Distribution of an Infinite Sequence Over an Interval. Proc. Kon. Ned. Akad. Wetensch. 48, 3-8, 1945.
- Proc. Kon. Ned. Akad. Wetensch. 52, 734-739, 1949.